# Heinrich Hofmann (komponist)
 Der er flere personer med dette navn, se Heinrich Hofmann.
Heinrich Karl Johann Hofmann (13. januar 1842 — 16. juli 1902) var en tysk komponist.
Hofmann studerede musik blandt andet under Dehn. Ved sine talrige kompositioner har Hofmann skaffet sig et kendt og
velanset navn. De første kompositioner af Hofmann, der vakte opsigt, Ungarische Suite og Frithjof-Symfoni, efterfulgtes af en række arbejder. Blandt hvilke navnlig, de i god salonstil holdt, firhændige klaverkompositioner (Italienische Liebesnovelle, Steppenbilder, Aus meinem Tagebuch osv.) vandt megen udbredelse.
I øvrigt kan af Hofmanns arbejder nævnes serenader og suiter for orkester, adskillig kammermusik, flere større korværker, mandskor og sange samt nogle operaer, af hvilke vistnok kun Ännchen von Tharau (1878) har vakt mere end forbigående opmærksomhed. 